# Abragão (vila)
Abragão é uma vila portuguesa sede da Freguesia de Abragão, no Município de Penafiel.
Abragão foi elevada à categoria de vila em 2001 pela Lei n.o 61/2001 de 12 de Julho.
Na economia de Abragão assumem relevo a extracção e transformação de granitos e a agricultura.

## Festividades
Em Abragão celebra-se anualmente a Festa da Nossa Senhora da Saúde (Abragão), no primeiro fim de semana de Setembro.
Celebra-se também anualmente, no dia 1 de Julho a Festa de S. Pedro de Abragão.
Tem-se realizado igualmente, no final de Maio, um evento chamado Maio Àbrir que já contou com a presença de grandes nomes da comédia nacional como Fernando Rocha e Quim Roscas e Zeca Estacionâncio.

## Património
- Igreja Matriz de Abragão ou Igreja de São Pedro.[3]